# Sioux-Catawbatalen

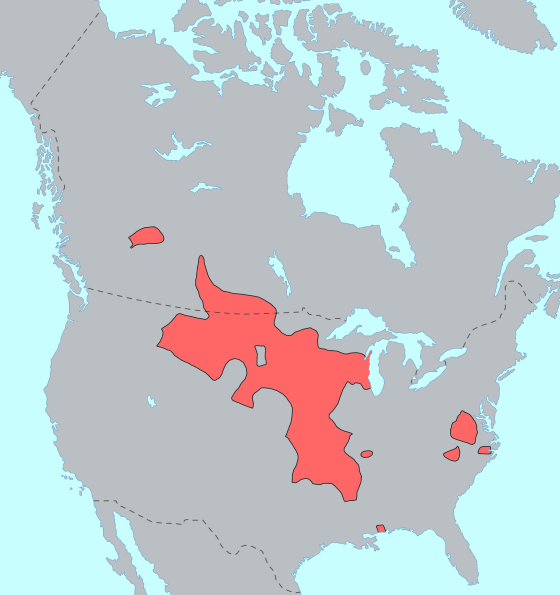
Pre-Colombiaanse verspreiding van Sioux-Catawbatalen

Sioux-Catawba (ook Catawba-Sioux of Sioux; Engels: Siouan-Catawban) is een taalfamilie van indianen in Noord-Amerika die voornamelijk op de Great Plains leefden met enkelen ook in het oosten. Twee bekende talen in deze taalfamilie zijn Crow en Sioux.
Sommige auteurs noemen deze taalfamilie Sioux, anderen preferen Sioux-Catawaba zodat Catawba duidelijk aangegeven wordt als aparte tak van de familie en niet onder Sioux zelf lijkt te vallen.

## Indeling
Sioux-Catawba bestaat uit 19 talen met 2 hoofdtakken:
I. Siouxtalen (ook bekend als Western Siouan)
1. Mandan
A. Missouri River Siouan (ook bekend als Crow-Hidatsa)
2. Crow
3. Hidatsa
B. Mississippi Valley Siouan (ook bekend als Çentral Siouan)
Dakotan (ook bekend als Sioux-Assiniboine-Stoney)
4. Sioux
5. Assiniboine
6. Stoney
Chiwere-Winnebago (ook bekend als Chiwere)
7. Chiwere
8. Winnebago
Dhegiha
9. Omaha-Ponca
10. Kansa
11. Osage
12. Quapaw (†)
13. Mitchigamea? (†)
C. Ohio Valley Siouan (Zuidoostelijk Siouan)
Virginia Siouan (ook bekend als Tutelo)
14. Tutelo-Saponi (†)
15. Moneton? (†)
16. Occaneechi (†)
Mississippi Siouan (ook bekend als Ofo-Biloxi)
17. Biloxi (†)
18. Ofo (†)
II. Catawbatalen (ook bekend als Eastern Siouan) (†)
19. Woccon (†)
20. Catawba (†)
(†): Dit zijn dode talen.
Sommige linguïsten voegen de Siouan-Catawabantalen samen met de Caddo en Irokese talen in een Macro-Siouxtalenfamilie. Dit is echter nog niet aangetoond.

## Geschiedenis
Verschillende onderzoekers hebben geprobeerd door middel van glottochronologie een schatting te maken van de tijd waarin de scheiding tussen verschillende takken van de Siouxtaalfamilie heeft plaats gevonden. De tabel hieronder geeft enkele resultaten.
| Scheiding tussen:                        | Headly (1971) | Hollow & Parks (1980) | Springer & Witkowski (1982) | Syms (1985) | Grimm (1985/1986) |
| ---------------------------------------- | ------------- | --------------------- | --------------------------- | ----------- | ----------------- |
| Siouxtalen en Catawbatalen               | 1150+ v.Chr.  |                       |                             |             | 5000 v.Chr.       |
| Missouri River Siouan en rest Siouxtalen | 150 v.Chr.    | 1700 v.Chr.           | 500 v.Chr.                  | 1 n.Chr.    | 1600 v.Chr.       |
| Mississippi Valley en Ohio Valley Siouan | 150 n.Chr.    | 300 v.Chr.            | 100 v.Chr.                  | 1 n.Chr.    | 1600 v.Chr.       |
| Dakotaans en Chiwere-Dhegiha             | 850 n.Chr.    | 700 n.Chr.            | 700 n.Chr.                  | 740 n.Chr.  | 500 v.Chr.        |
| Winnebago-Chiwere en Dhegiha             | 950 n.Chr.    | 800 n.Chr.            | 1000 n.Chr.                 |             | 1 n.Chr.          |
| Winnebago en Chiwere                     | 1450 n.Chr.   |                       | 1500 n.Chr.                 |             | 1000 n.Chr.       |
| Virginia Siouan en Ofo-Biloxi            | 350 n.Chr.    |                       | 300 n.Chr.                  | 450 n.Chr.  | 500 v.Chr.        |
| Crow en Hidatsa                          | 1150 n.Chr.   | 1400 n.Chr.           | 1200 n.Chr.                 | 1000 n.Chr. |                   |
| Dhegihatalen                             | 1200+ n.Chr.  |                       | 1300 n.Chr.                 |             | 1200 n.Chr.       |
| Dakotaanse talen                         | 1350 n.Chr.   |                       | 1200 n.Chr.                 |             | "recent"          |